# Egebjerg
Egebjerg é um município da Dinamarca, localizado na região central, no condado de Fiónia.
O município tem uma área de 124 km² e uma população de 8 864 habitantes, segundo o censo de 2004.